# The Dominion Post
The Dominion Post es un periódico metropolitano de Wellington, Nueva Zelanda. De tirada diaria y publicado en formato sábana, es propiedad del grupo Fairfax Media, también dueño de The Age y The Sydney Morning Herald. Fue creado en 2002 por sus antiguos propietarios, el grupo Independent Newspapers Limited, a partir de la fusión de otros dos diarios existentes en Wellington: The Dominion (fundado en 1907) y The Evening Post (1865).